# فاروق الشرع
فاروق الشرع (مواليد 10 ديسمبر 1938) سياسي ودبلوماسي سوري. كان أحد أبرز المسؤولين في الحكومة السورية وشغل منصب وزير خارجية سوريا من عام 1984 حتى عام 2006 عندما أصبح نائبًا لرئيس سوريا. وانتهت فترة ولايته كنائب للرئيس في 19 يوليو 2014.
يعتبر الشرع من السياسيين المقربين من الرئيس السوري السابق حافظ الأسد، وأحد العوامل الأساسية في اتخاذ القرار السياسي في سوريا أثناء حكم خلفه الرئيس بشار الأسد حينما تم تعيينه نائباً للرئيس، وعرف بالرجل الأيديولوجي الذي يحسن السباحة في بحر السياسة الواقعية ويوصف بأنه خريج مدرسة حافظ الأسد السياسية والفكرية.

## حياته
ولد فاروق الشرع في محردة بريف حماة من أبوين سوريين، وتخرج من كلية الآداب قسم اللغة الإنكليزية في جامعة دمشق عام 1963، وانتقل بعدها لدراسة القانون الدولي في جامعة لندن بين عامي 1971 و1972، وبدأ حياته العملية في شركة الطيران السورية منذ عام 1963 وحتى عام 1976 وشغل فيها عدة مناصب منها مدير لمكتب الشركة في دبي ثم مدير إقليمي في لندن ومدير تجاري في دمشق، وبعدها اختاره الرئيس حافظ الأسد ليحتل مركز سفير سوريا لدى إيطاليا بين عامي 1976 و1980، وفي عام 1980 عين وزير دولة للشؤون الخارجية حتى 1984 حيث عين وزيراً للخارجية السورية وبقي في المنصب لمدة 22 سنة.
شغل منصب نائب رئيس الجمهورية بين عامي (2006 - 2014) حيث لم يعد الرئيس السوري بشار الأسد تعيينه كنائب له بعيد إعادة انتخابه عام 2014، وقد سبق ذلك استبعاد الشرع من القيادة القطرية لحزب البعث في تموز 2013.

## مزاعم انشقاق
بعد أن شوهد على الملأ آخر مرة في جنازة مسؤولين قتلوا في تفجير مبنى الأمن القومي السوري. أذاعت العربية في 18 أغسطس حديثًا مع المتحدث باسم المجلس العسكري الأعلى للجيش السوري الحر لؤي المقداد أكد فيه انشقاق الشرع، وفي نفس اليوم صدر بيان عن مكتب فاروق الشرع يقول أن الشرع «لم يفكر في أي لحظة بترك الوطن إلى أي جهة كانت». وقد أكد الانشقاق أيضًا هيثم المالح، وقال أنه متأكد 100% وأضاف أنه في بلد عربي مجاور وفي حديث لجريدة الرأي الكويتية قال رياض الأسعد قائد الجيش الحر أن «فاروق الشرع في مكان آمن جدًا داخل سوريا». إلا أن بيانًا نسب للقيادة المشتركة للجيش الحر جاء يقول «بناء على توارد معلومات حول انشقاق نائب الرئيس السوري فاروق وتوجهه إلى الأردن، أن العملية ربما باءت بالفشل». وفي بيان آخر ورد «هذا النوع من العمليات على هذا المستوى لشخصيات كبيرة تدخل ضمن سلسلة إجراءات أمنية معقدة تتطلب الكثير من الحذر في تداول أية معلومات ولذلك نعلن أننا لا نؤكد ولا ننفي لغاية هذه اللحظة الرواية الكاملة المتداولة حول انشقاق نائب الرئيس السوري فاروق الشرع». وبعد غياب دام أكثر من شهر، ظهر فاروق الشرع على الملأ مترجلًا من سيارته لمقابلة رئيس اللجنة البرلمانية الإيرانية للسياسة الخارجية في مكتبه بدمشق.

## الرواية المفقودة
في عام 2015 صدر كتاب من تأليف فاروق الشرع حمل عنوان الرواية المفقودة، من إصدار المركز العربي للأبحاث ودراسة السياسات، حيث مثل هذا الكتاب شهادة تاريخية فائقة الأهمية على الأحداث التي عاشتها سورية ولبنان وفلسطين والمشرق العربي وعاشها العالم من منظور هذه المنطقة عمومًا، وشهادة على المفاوضات السورية - الإسرائيلية خصوصًا، ويكشف الكتاب تفاصيل وحيثياتٍ لأحداثٍ لم يسبق أن عرض الطرف السوري روايته عنها.

### موقفه من الأزمة السورية
كانت مواقفه أقل تطرفاً من باقي رجال السلطة، ترأس مؤتمر اللقاء التشاوري للحوار الوطني الشامل الذي عُقد مجمع صحارى في دمشق في يوليو 2011. قال في كلمته، «تظاهر غير مرخص يُقابله عنف غير مبرر.» أما الموقف الأوضح فكان في لقاء أجراه معه إبراهيم الأمين الصحفي في جريدة الأخبار اللبنانية في مطلع 2013 والذي كان أبرز ما جاء فيه، «إن الحسم العسكري وهم والحل بتسوية تاريخية.» ليختفي بعدها فترة طويلة عن الأنظار سواء سياسياً أو على الصعيد الشخصي مع ظهور شائعات بانشقاقه ليعود ويظهر في أكتوبر 2018 مع الشاعر السوري المقيم في تونس هادي دانيال.

## حياته الخاصة
متزوج من سيدة كانت تشغل منصبًا في وزارة الخارجية السورية ثم تفرغت بعد تسلمه وزارة الخارجية، وله ولد وبنت. ابنه مضر طيار مدني.

## روابط خارجية
- فاروق الشرع على موقع مونزينجر (الألمانية)